# Parc des Sarments
Le parc des Sarments est un parc situé rue de la Gare à Châtillon dans les Hauts-de-Seine.
Ce parc d'une surface de 10 000 m2 est un jardin à la française équipé d'un plan d'eau avec fontaine et d'un kiosque.
Il est orné d'une statue intitulée Femme au coquillage, œuvre de Gabriel Coquelin, réalisée en pierre de Chauvigny.